# Elecciones parlamentarias de Dinamarca de 1998
Las elecciones parlamentarias de Dinamarca fueron realizadas el 11 de marzo de 1998. A pesar de que antes de la elección se esperaba que los partidos de centroderecha dirigidos por el Venstre pudieran ganar, el gobierno Socialdemócrata de Poul Nyrup Rasmussen permaneció en el gobierno tras las elecciones que resultaron muy estrechas, por lo cual debieron realizarse varios recuentos de votos.
El líder del Venstre Uffe Ellemann-Jensen, renunció el liderazgo del partido, días después de los resultados. El nuevo Partido Popular Danés realizó un exitoso debut electoral al obtener un 7.41 de los votos y 13 escaños, pero también vieron el descenso del Partido del Progreso, el socio extremista de la coalición de derecha, ya que la mayoría de su peso electoral pasó al Partido Popular Danés. La participación electoral fue de un 85.9 % en Dinamarca continental, un 66.1 % en las Islas Feroe y un 63.2 % en Groenlandia.

## Antecedentes
El 19 de febrero de 1998, el primer ministro Poul Nyrup Rasmussen, de los Social Demócratas, convocó a elecciones para el mes siguiente. Al hacerlo, buscó "preguntar a los votantes si quieren un nuevo Parlamento que pueda continuar la política constante mantenida en los últimos cinco años" (es decir, desde 1993, cuando Rasmussen fue nombrado primer ministro). La elección se realizaría antes del referéndum que se celebraría en Dinamarca el 28 de mayo sobre el tratado de Ámsterdam de 1997 que pedía la ampliación de la Unión Europea. «Necesitamos una atmósfera estable antes del referéndum», dijo el primer ministro.
La campaña de tres semanas finalmente se centró tanto en asuntos internos como en asuntos de política exterior, así como en las personalidades de los líderes de los partidos. El debate se centró en cuestiones de inmigración, reducciones de impuestos frente a la asistencia social y la economía en general. En este sentido, los socialdemócratas, aliados con el pequeño Partido Social Liberal en la coalición de gobierno de centro izquierda, defendieron sus logros en el gobierno, reduciendo el desempleo del 12% al 7% y dando paso a una situación económica generalmente floreciente. El bloque de oposición de centroderecha estaba plagado de disensiones internas entre los campos moderados y más extremistas, como lo ejemplifican las opiniones divergentes del Partido Liberal (Venstre), dirigido por Uffe Ellemann-Jensen y el Partido Popular Danés de extrema derecha, encabezado por Pia Kjaersgaard. Este último, ganando popularidad, adoptó una plataforma que se oponía firmemente a la inmigración, los impuestos y el acercamiento a Europa.

## Resultados
| Partido                     | Votos     | %         | Escaños   | +/–       |
| Dinamarca                   | Dinamarca | Dinamarca | Dinamarca | Dinamarca |
| --------------------------- | --------- | --------- | --------- | --------- |
| Socialdemócratas            | 1 223 620 | 35.93     | 63        | +1        |
| Venstre                     | 817 894   | 24.01     | 42        | ±0        |
| Partido Popular Conservador | 303 965   | 8.92      | 16        | –11       |
| Partido Popular Socialista  | 257 406   | 7.46      | 13        | ±0        |
| Partido Popular Danés       | 252 429   | 7.41      | 13        | Nuevo     |
| Demócratas de Centro        | 146 802   | 4.31      | 8         | +3        |
| Partido Social Liberal      | 131 254   | 3.85      | 7         | –1        |
| Alianza Roji-Verde          | 91 933    | 2.70      | 5         | –1        |
| Demócratas Cristianos       | 85 656    | 2.51      | 4         | +4        |
| Partido del Progreso        | 82 437    | 2.42      | 4         | –7        |
| Renovación Democrática      | 10 768    | 0.32      | 0         | Nuevo     |
| Independientes              | 1 833     | 0.16      | 0         | –1        |
| Votos en blanco/nulos       | 25 929    | –         | –         | –         |
| Total                       | 3 431 926 | 100       | 175       | 0         |
| Islas Feroe                 |           |           |           |           |
| Partido Popular             | 5 569     | 26.91     | 1         | ±0        |
| Partido de la Igualdad      | 4 689     | 22.66     | 1         | +1        |
| Partido Unionista           | 4 510     | 21.79     | 0         | –1        |
| República                   | 4 325     | 20.90     | 0         | ±0        |
| Partido del Autogobierno    | 1 603     | 7.74      | 0         | ±0        |
| Votos en blanco/nulos       | 146       | –         | –         | –         |
| Total                       | 20 842    | 100       | 2         | 0         |
| Groenlandia                 |           |           |           |           |
| Siumut                      | 8 502     | 36.61     | 1         | Nuevo     |
| Atassut                     | 8 404     | 36.18     | 1         | ±0        |
| Inuit Ataqatigiit           | 4 988     | 21.48     | 0         | Nuevo     |
| Partido de Centro           | 99        | 0.16      | 0         | ±0        |
| Independientes              | 1 293     | 5.57      | 0         | –1        |
| Votos en blanco/nulos       | 891       | –         | –         | –         |
| Total                       | 24 117    | 100       | 2         | 0         |
| Fuente: Nohlen & Stöver     |           |           |           |           |